# Cottrell, Oregon
Cottrell là một cộng đồng chưa hợp nhất trong phía bắc Quận Clackamas, Oregon, Hoa Kỳ.. Nó được đặt tên theo họ của bà Charles Andrews là cái họ của bà lúc chưa lấy chồng là Cottrell. Có một bưu điện Cottrell từ năm 1894 cho đến năm 1904; nó có lẽ đóng cửa khi việc giao thư miễn phí đến vùng nông thôn được nới rộng đến khu vực này. Cũng có một trường học ở Cottrell, cách địa phương 1 dặm về phía đông. Có một trạm xe điện tại Cottrell thuộc tuyến đường xe điện Núi Hood nay đã ngưng hoạt động nằm về phía bắc khoảng 1 dặm. Trạm xe bỏ hoang này nằm phía bên kia vạch ranh giới Quận Multnomah.